# フランス・アンフォ
フランス・アンフォ（France Info）は、フランスの公共サービス、ラジオ放送局であるラジオ・フランスが運営するラジオ・ネットワーク。 フランス・アンフォはインターネット上の情報の正確さの向上を目指す団体「ファースト・ドラフト・ニュース」に参加している。